# پرداخت موبایلی
پرداخت موبایلی به معنای خرید کردن و یا پرداخت هزینه خرید با دستگاه تلفن همراه هوشمند است. در این روش مشتری به جای پول نقد، چک یا کارت‌های بانکی، از یک گوشی هوشمند یا تبلت برای پرداخت هزینه کالا یا خدمات استفاده می‌کند. استفاده از روش‌های پرداخت غیر نقدی تاریخچه طولانی دارد. اما تکنولوژی‌ای که این سیستم را پشتیبانی کند به‌تازگی همه‌گیر شده است.
یک روش پرداختی نوین که در آن بسیاری از ایرادات پرداخت نقدی، پرداخت با کارت و پرداخت 4 پارامتری به طور کامل رفع شده است. ظهور این روش پرداختی در ایران با شیوه و همه‌گیری ویروس کرونا شدت گرفت. پرداخت کرایه با بارکد در تاکسی‌های ایران اولین قدم برای ورود به دنیای پرداخت‌های بدون تماس یا Contactless payment بود.

## تاریخچه
موبیل اولین پیشگام در حوزه پرداخت بدون اصطکاک است که با Speedpass خود توانست اولین قدم در این متد پرداختی را بردارد تا کاربران خود با سرعت بیشتری اقدام به سوختگیری کنند. چندی بعد و در سال 2002 سونی با همکاری فیلیپس برای ایجاد استانداردهایی در nfc یاارتباط میدان نزدیکقدم برداشتند. این قابلیت که معمولا در ایران آن را نوعی ارتباط میان دو دستگاه می‌نامند یکی از ارکان یا بهتر است بگوییم زیرمجموعه‌های کاربردی در پرداخت بدون تماس یا بدون اصطکاک است.

### تاریخچه کیف پول الکترونیک
در حال حاضر کیف پول‌های الکترونیکی به عنوان مهم‌ترین عناصر پرداخت بدون تماس یا بدون اصطکاک در جهان و به تازگی ایران شناخته می‌شوند که اولین قدم برای معرفی آن‌ها در سال 2004 و توسط سونی صورت گرفت. اما در خصوص تاریخچه کیف پول الکترونیکی  [digital wallet] سونی با ارائه Osaifu-Keitai توانست اولین قدم را برای ارائه یک کیف پول با قابلیت‌های محدود البته صرفا در ژاپن ارائه دهد.
در سال 2005 قابلیت nfc در گوشی‌های سامسونگ توانست شرایط را برای مشتریان فروشگاه Cofinoga shops در فرانسه بهبود ببخشد. در میان سال‌های 2007 الی 2009 پرداخت بدون اصطکاک به واسطه فروشگاه‌های کان و استراسبورگ و توسط 4 اپراتور کاربردی آزمایش شد که نتایج خیره کننده‌ای را به همراه داشت. پس از آن این فرایند با پرداخت کرایه اتوبوس و مترو سنجیده شد که مسافرین با تلفن همراه خود برای پرداخت کرایه و صورت حساب اقدام می‌کردند که نتیجه رضایت بخشی را به همراه داشت.

## روش‌های پرداخت موبایلی
پرداخت موبایلی در سراسر جهان به روش‌های مختلفی صورت می‌گیرد. اما به‌طورکلی هر روشی که در آن پرداخت با موبایل امکان‌پذیر باشد، در زمره پرداخت موبایلی قرار می‌گیرد؛ مانند پرداخت از طریق مرورگر موبایل با وارد کردن اطلاعات کارت‌بانکی، یا پرداخت از طریق پیام کوتاه، کدهای USSD و یا پرداخت از طریق اسکن کد QR. اما دو ابزاری که به‌صورت خاص برای پرداخت موبایلی بکار می‌رود کیف پول موبایلی و ارتباط حوزه نزدیک (NFC) است.

### کیف پول موبایلی
کیف پول موبایلی یک اپلیکیشن روی تلفن همراه شماست که شما را قادر به ذخیره کارت‌هایی می‌کند که معمولاً در کیف پول واقعیتان نگه می‌دارید. کاربران می‌توانند با کیف پول موبایلی صورتحساب‌های خود را بپردازند، انتقال وجه داشته باشند و کارت‌های اعتباری، کارت‌های هدیه، کوپن‌ها، یا کارت‌های باشگاه وفاداری مشتری خود را ذخیره کنند. همانند پول نقد، از کیف پول موبایلی برای پرداخت‌های فوری نیز می‌توان استفاده کرد، چه در فروشگاه‌های آنلاین چه فروشگاه‌های فیزیکی.

### ارتباط حوزه نزدیک (NFC)
ارتباط حوزه نزدیک یا NFC شکلی از ارتباط بدون تماس است که دو دستگاه الکترونیکی را قادر می‌سازد تا در فاصله 4 سانتی‌متر از یکدیگر اطلاعات را منتقل کنند. یکی از دستگاه‌ها در این روش معمولاً یک گوشی هوشمند یا یک تبلت است. لازم به ذکر است که NFC در دستگاه‌های دیگری جز موبایل مانند کارت، ساعت و ... نیز وجود دارد. NFC به‌طور عمده در پرداخت هزینه‌های خرید در فروشگاه‌های فیزیکی استفاده می‌شود، جایی که کاربر فقط باید گوشی هوشمند خود را نزدیک یک دستگاه سازگار با NFC قرار دهد تا بلافاصله و بدون نیاز به پرداخت پول نقد یا کارت اعتباری هزینه خرید خود را بپردازد. بااین‌حال فناوری NFC می‌تواند در یک گوشی هوشمند که سازگار نیست هم استفاده شود زیرا به‌زودی فناوری در هر دو سیم‌کارت و کارت‌های میکرو SD در دسترس خواهد بود. برخلاف بلوتوث و Wi-Fi که از ارتباطات رادیویی برای ارتباط استفاده می‌کنند، NFC با استفاده از میدان‌های رادیویی الکترومغناطیسی اجازه ارتباط بی‌سیم و تبادل اطلاعات بین دستگاه‌های دیجیتال را می‌دهد. برای تضمین امنیت نیز NFC اغلب یک کانال امن ایجاد می‌کند و هنگام ارسال اطلاعات حساس مانند شماره‌های کارت اعتباری، آن‌ها را رمزنگاری می‌کند.

## سرویس‌های پرداخت موبایلی
سرویس‌های پرداخت موبایلی پلتفرم‌هایی هستند که امکان پرداخت توسط گوشی‌های تلفن همراه را فراهم می‌سازند؛ مانند اپلیکیشن‌های کیف پول موبایلی که در ایران و جهان روزبه‌روز با استقبال بیشتری روبرو می‌شوند.
برخی از معروف‌ترین سرویس‌های پرداخت جهان و ایران:

### Apple Pay
اپل‌پِی یک سرویس کیف پول دیجیتال است که توسط شرکت اپل معرفی شده است. این سرویس در گوشی‌های آیفون 5 و بعد از آن، iPad Air 2، iPad Proو iPad Mini 3 به بعد و Mac ارائه شده است. اپل‌پی به پایانه‌های پرداخت مخصوص به خود نیاز ندارد بلکه با پایانه‌های بدون تماس موجود در بازار نیز کار می‌کند. این سرویس به دستگاه‌های تلفن همراه اجازه می‌دهد تا توسط پایانه‌های بدون تماس فروش، برنامه‌های iOS و یا وب‌سایت، عملیات پرداخت را تکمیل کنند.
اپل‌پی جایگزین تراشه، پین یا کارت مغناطیسی کارت‌های بانکی دیجیتال شده است و دستگاه‌های اپل اجازه می‌دهد تا به‌صورت بی‌سیم با پایانه‌های فروش ارتباط برقرار کنند. این ارتباط با استفاده از یک آنتن NFC، یک تراشه که اطلاعات پرداخت رمزگذاری شده را ذخیره می‌کند و کیف پول اپل برقرار می‌شود.

### Samsung Pay
سامسونگ‌پی یک سرویس پرداخت موبایلی و یک کیف پول دیجیتال است که توسط سامسونگ الکترونیک معرفی شده است. کاربران با استفاده از این سرویس روی تلفن‌های سازگار و سایر دستگاه‌های تولیدشده سامسونگ امکان پرداخت هزینه‌های خود را دارند. سامسونگ‌پی پرداخت‌های بدون تماس را با استفاده از NFC پشتیبانی می‌کند و همچنین دارای یک سیستم انتقال الکترومغناطیسی است که امکان پرداخت بدون تماس را حتی در پایانه‌های فروشی که فقط کارت‌های مغناطیسی را پشتیبانی می‌کنند فراهم می‌سازد. این سرویس در سال 2015 راه‌اندازی شد.

### Google Pay
کیف پول گوگل یک سرویس پرداخت است که به کاربران اجازه می‌دهد تا با استفاده از دستگاه تلفن همراه یا کامپیوتر اقدام به ارسال و دریافت پول بدون هیچ هزینه اضافی کنند. واضح است که این کیف پول توسط گوگل توسعه یافته است و از طریق اپلیکیشن کیف پول گوگل، جی‌میل و کارت‌های گوگل والت استفاده می‌شود. این برنامه برای دستگاه‌های اندروید دارای نسخه 4 و بالاتر و برای دستگاه‌های iOS که iOS 7.0 و بالاتر را دارند در دسترس است. البته استفاده از این برنامه بستگی به سخت‌افزار NFC نیز دارد.

### Alipay
علی‌پِی یک پلت فرم پرداخت آنلاین شخص ثالث (ترد پارتی) است که انجام معامله در آن بدون هزینه انجام می‌گیرد. این پلت فرم ابتدا در سال 2004 توسط گروه Alibaba در چین راه‌اندازی شد. علی‌پی یک سرویس واسط است به این معنا که خریدار هنگام خرید محصول هزینه را مستقیماً به فروشنده نمی‌پردازد بلکه پول نزد علی‌پی به امانت می‌ماند تا زمانی که سفارش به دست خریدار برسد و خریدار اعلام رضایت کند. پس از آن علی‌پی پول را به حساب فروشنده واریز می‌نماید. این سرویس برای جبران قانون‌های ضعیف مصرف‌کننده در چین که اعتماد مصرف‌کنندگان را کاهش داده بود، ارائه شد. Alipay با بیش از 50 موسسه مالی شامل ویزا و مستر کارت کار می‌کند.

### Kipo Pay
کیپو یک کیف پول موبایلی داخل کشور است که در سال گذشته موفق به اخذ مجوز پرداخت‌یار از بانک مرکزی شده است. در این کیف پول امکاناتی نظیر خرید، پرداخت توسط شماره تلفن، پرداخت قبوض و تسهیلات و پرداخت توسط QR code، انتقال وجه، برداشت وجه، خرید شارژ، نیکوکاری و ... ارائه شده است. برخی از وب‌سایت‌های معتبر و اپلیکیشن‌هایی که پرداخت درون برنامه‌ای دارند نیز از درگاه پرداخت کیپو استفاده می‌کنند.

## آمارهای مربوط به پرداخت موبایلی
- پیش‌بینی می‌شود تا سال 2019 حدود 2 میلیارد و 100 میلیون نفر در جهان از کیف پول‌های موبایلی استفاده کنند.[۱۱]
- انگلیس کشور پیشرو در اروپا در زمینه پرداخت موبایلی است. 74 درصد از این افراد در انگلیس با استفاده از یک دستگاه تلفن همراه برای پرداخت و مدیریت امور مالی خود اقدام می‌کنند. درمجموع، استفاده از پرداخت تلفن همراه در سراسر اروپا در سال 2017 به‌طور قابل‌توجهی افزایش یافته است، یک افزایش 200 درصدی نسبت به سال 2015 تا 2016.[۱۲]
- در سال 2016، پرداخت‌های تلفن همراه در چین تقریباً 50 برابر بیشتر از ایالات‌متحده بود. انتظار می‌رود تعداد پرداخت‌های تلفن همراه در چین بین ساله‌ای 2015 تا 2019، بیش از 7 برابر شود.[۱۳]
- در اروپا افراد 55 تا 64 ساله سریع‌ترین نرخ رشد برای پذیرش بانکداری تلفن داشته‌اند.[۱۴]
- 43 درصد از مصرف‌کنندگان انگلیس، خدمات و کالاهای گران‌قیمت (مانند بلیت هواپیما) را به‌راحتی خریدهای کوچک (مانند بلیت سینما) با موبایلشان انجام می‌دهند.[۱۴]
- در سال 2016 سوئدی‌ها تقریباً به اندازه 2٪ از کل پرداخت‌های انجام شده در کشور، پرداخت موبایلی داشته‌اند. تقریباً نیمی از جمعیت سوئد یکی از برنامه‌های پرداخت موبایلی را روی گوشی خود نصب کرده‌اند و 9 میلیون پرداخت در ماه را با آن‌ها انجام می‌دهند.[۱۵]
- در دانمارک که کلاً 5.6 میلیون نفر جمعیت دارد، بیش از 3 میلیون نفر اپلیکیشن پرداخت (کیف پول موبایلی) نصب کرده‌اند و حدود 90 میلیون تراکنش در سال 2016 انجام داشته‌اند.[۱۵]